# Australische Cricket-Nationalmannschaft in den West Indies in der Saison 2025
Die Tour der australischen Cricket-Nationalmannschaft in die West Indies in der Saison 2025 fand vom 25. Juni bis 28. Juli 2025 statt. Die internationale Cricket-Tour war Bestandteil der Internationalen Cricket-Saison 2025 und umfasste drei Tests und fünf Twenty20s. Die Tests waren Bestandteil der ICC World Test Championship 2025–2027. Australien gewann die Test-Serie mit 3−0 und die Twenty20-Serie mit 5−0.

## Vorgeschichte
Die West Indies bestritten zuvor eine Tour in England, für Australien war es die erste Tour in der Saison. Das letzte Aufeinandertreffen der beiden Mannschaften bei einer Tour fand in der Saison 2023/24 in Australien statt.

## Stadien
Die folgenden Stadien wurden für die Tour als Austragungsort bestimmt.
| Stadt        | Land                | Stadion                  | Kapazität | Spiele               |
| ------------ | ------------------- | ------------------------ | --------- | -------------------- |
| Bridgetown   | Barbados            | Kensington Oval          | 11.000    | 1. Test              |
| Basseterre   | St. Kitts und Nevis | Warner Park              | 08.000    | 3. – 5. T20          |
| St. George’s | Grenada             | Grenada National Stadium | 20.000    | 2. Test              |
| Kingston     | Jamaika             | Sabina Park              | 20.000    | 3. Test; 1. & 2. T20 |

## Kaderlisten
Australien benannte seinen Test-Kader am 13. Mai und seinen Twenty20-Kader am 4. Juni 2025.
Die West Indies benannten ihren Test-Kader am 11. Juni und seinen Twenty20-Kader am 16. Juli 2025.
| Test | Test | Twenty20 | Twenty20 |
| West Indies | Australien | West Indies | Australien |
| --- | --- | --- | --- |
| - Roston Chase (K) - Jomel Warrican (VK) - Kevlon Anderson - Kraigg Brathwaite - John Campbell - Keacy Carty - Justin Greaves - Shai Hope (wk) - Tevin Imlach (wk) - Alzarri Joseph - Shamar Joseph - Brandon King - Johann Layne - Mikyle Louis - Anderson Phillip - Jayden Seales | - Pat Cummins (K) - Sean Abbott - Scott Boland - Alex Carey (wk) - Cameron Green - Josh Hazlewood - Travis Head - Josh Inglis (wk) - Usman Khawaja - Sam Konstas - Matt Kuhnemann - Marnus Labuschagne - Nathan Lyon - Steve Smith - Mitchell Starc - Beau Webster | - Shai Hope (K, wk) - Jewel Andrew - Jediah Blades - Roston Chase - Matthew Forde - Shimron Hetmyer - Jason Holder - Akeal Hosein - Alzarri Joseph - Brandon King - Evin Lewis - Gudakesh Motie - Rovman Powell - Andre Russell - Sherfane Rutherford - Romario Shepherd | - Mitchell Marsh (K) - Sean Abbott - Xavier Bartlett - Cooper Connolly - Tim David - Ben Dwarshuis - Nathan Ellis - Jake Fraser-McGurk - Cameron Green - Aaron Hardie - Josh Hazlewood - Josh Inglis (wk) - Spencer Johnson - Matthew Kuhnemann - Glenn Maxwell - Mitch Owen - Matthew Short - Adam Zampa |

## Tests

### Erster Test in Bridgetown
| 25. – 27. Juni Scorecard | Bridgetown | Australien 180 (56.5) & 310 (81.5) | – | West Indies 190 (63.2) & 141 (33.4) |
|                          |            | Australien gewinnt mit 159 Runs    |   |                                     |

Australien gewann den Münzwurf und entschied sich als Schlagmannschaft zu beginnen. Für sie begann Eröffnungs-Batter Usman Khawaja und formte zusammen mit dem fünften Schlagmann Travis Head eine Partnerschaft. Khawaja erreichte 47 Runs und der ihm folgende Beau Webster steuerte 11 Runs bei. Nachdem Pat Cummins aufs Feld gekommen war, verlor kurz darauf Head sein Wicket nach einem Fifty über 59 Runs. Cummins schied nach 28 Runs aus und das Innings endete nach 180 Runs. Beste Bowler der West Indies waren Jayden Seales mit 5 Wickets für 60 Runs und Shamar Joseph mit 4 Wickets für 46 Runs. Die West Indies verloren früh ihre Eröffnungs-Batter, bevor Keacy Carty und Brandon King eine Partnerschaft formten. Carty gelangen 20 Runs und als Roston Chase aufs Feld kam, endete der Tag beim Stand von 57/4. Am zweiten Spieltag verlor King sein Wicket nach 26 Runs, so dass Roston Chase und Shai Hope eine Partnerschaft formten. Chase erzielte 44 Runs und als Alzarri Joseph ins Spiel kam, verlor auch Hope sein Wicket nach 48 Runs. Joseph erreichte bis zum Ende des Innings 23* Runs und erhöhte so den Vorsprung auf Australien auf 10 Runs. Bester australischer Bowler war Mitchell Starc mit 3 Wickets für 65 Runs. Für Australien erzielte Eröffnungs-Batter Usman Khawaja 15 Runs, woraufhin Cameron Green und Josh Inglis eine Partnerschaft formten. Inglis erreichte 12 und Green 15 Runs und wurden daraufhin gefolgt von Travis Head und Beau Webster. Diese beendeten den Tag beim Stand von 92/4. Am dritten Spieltag schied Head nach einem Fifty über 61 Runs aus und wurde durch Alex Carey gefolgt. Webster erzielte ebenfalls ein Fifty über 63 Runs und der hineinkommende Mitchell Starc 16 Runs. Ins Spiel kam dann Nathan Lyon und Carey verlor sein Wicket nach einem Fifty über 65 Runs. Josh Hazlewood erreichte als letzter Schlagmann 12 weitere Runs und schied aus, als Lyon bei 13* Runs stand. So erhöhten sie die Vorgabe für die West Indies auf 301 Runs. Bester Bowler der West Indies war Shamar Joseph mit 5 Wickets für 87 Runs. Für die West Indies formte Eröffnungs-Batter John Campbell eine Partnerschaft mit dem dritten Schlagmann Keacy Carty eine Partnerschaft. Campbell erreichte 23 Runs und Carty 20 Runs. Ihnen folgte Justin Greaves und an seiner Seite gelangen Shamar Joseph 44 Runs. Greaves hatte 38* Runs erzielt, als das letzte Wicket fiel, was nicht ausreichte, um die Vorgabe zu gefährden. Bester australischer Bowler war Josh Hazlewood mit 5 Wickets für 43 Runs. Als Spieler des Spiels wurde Travis Head ausgezeichnet.

### Zweiter Test in St. George’s
| 3. – 6. Juli Scorecard | St. George’s | Australien 286 (66.5) & 243 (71.3) | – | West Indies 253 (73.2) & 143 (34.3) |
|                        |              | Australien gewinnt mit 133 Runs    |   |                                     |

Australien gewann den Münzwurf und entschied sich als Schlagmannschaft zu beginnen. Für sie begannen die Eröffnungs-Batter Sam Konstas und Usman Khawaja. Khawaja erreichte 16 Runs und Konstas schied kurz darauf nach 25 Runs aus. Daraufhin formten Cameron Green und Travis Head eine Partnerschaft. Green gelangen 26 Runs, woraufhin Beau Webster aufs Feld kam. Head konnte 29 Runs erzielen und dem hineinkommenden Alex Carey gelang ein Fifty über 63 Runs. Es folgte Pat Cummins mit 17 Runs und als Nathan Lyon aufs Feld kam, schied Webster nach einem Fifty über 60 Runs aus. Er wurde ersetzt durch Josh Hazlewood, bevor lyan das letzte Wicket des Innings nach 11 Runs verlor. Hazlewood hatte bis dahin 10* Runs erreicht und der Tag beendet. Bester Bowler der West Indies war Alzarri Joseph mit 4 Wickets für 61 Runs. Am zweiten Spieltag bildete für die West Indies Eröffnungs-Batter John Campbell eine Partnerschaft zusammen mit dem vierten Schlagmann Brandon King eine Partnerschaft. Campbell erreichte 40 Runs und wurde gefolgt von Roston Chase mit 16 und Shai Hope mit 21 Runs. Daraufhin schied auch King nach einem Fifty über 75 Runs aus. Es folgte eine Partnerschaft zwischen Alzarri Joseph und Shamar Joseph. Alzarri Joseph erzielte 27 Runs und wurde gefolgt durch Anderson Phillip. Shamar Joseph schied nach 29 Runs und Phillip verlor das letzte Wicket des Innings nach 10 Runs, womit der Rückstand auf 33 Runs verkürzt wurde. Bester australischer Bowler war Nathan Lyon mit 3 Wickets für 75 Runs. Australien verlor früh seine Eröffnungs-Batter und als Cameron Green ins Spiel kam, endete der Tag beim Stand von 12/2. Am dritten Spieltag kam Steve Smith ins Spiel und Green verlor sein Wicket nach einem Fifty über 52 Runs. Er wurde durch Travis Head ersetzt und Smith schied nach einem Fifty über 71 Runs aus. Als Alex Carey aufs Feld kam, verließ Head nach 39 erreichten Runs das Feld. Daraufhin endete der Tag beim Stand von 221/7. Am vierten Spieltag schied Carey nach 30 Runs aus und Mitchell Starc beendete das Innings ungeschlagen mit 11* Runs. Bester Bowler der West Indies war Shamar Joseph mit 4 Wickets für 66 Runs. Die West Indies verloren in ihrem zweiten Innings früh ihre Eröffnungs-Batter und Keacy Carty schied nach 10 Runs aus. Gefolgt wurden sie durch die Partnerschaft von Brandon King und Roston Chase. King gelangen 14 Runs und dem hineinkommenden Shai Hope 17 Runs. Chase erreichte 34 Runs, bevor Alzarri Joseph und Shamar Joseph eine weitere Partnerschaft formten. Alzarri Joseph gelangen 13 Runs, woraufhin Anderson Phillip ins Spiel kam. Shamar Joseph schied nach 24 Runs aus und Phillip hatte bis zum letzten Fall des Wickets 11* Runs erreicht. So verloren die West Indies mit 133 Runs. Beste australische Bowler waren Mitchell Starc mit 3 Wickets für 24 Runs und Nathan Lyon mit 3 Wickets für 42 Runs. Als Spieler des Spiels wurde Alex Carey ausgezeichnet.

### Dritter Test in Kingston
| 12. – 14. Juli Scorecard | Kingston | Australien 225 (70.3) & 121 (37) | – | West Indies 143 (52.1) & 27 (14.3) |
|                          |          | Australien gewinnt mit 176 Runs  |   |                                    |

Australien gewann den Münzwurf und entschied sich als Schlagmannschaft zu beginnen. Für sie bildeten die Eröffnungs-Batter Usman Khawaja und Sam Konstas eine Partnerschaft. Konstas erreichte 17 Runs und wurde gefolgt durch Cameron Green. Nachdem Khawaja 23 Runs erzielt hatte, kam Steve Smith aufs Feld und auch Green gelangen 46 Runs, bevor Travis Head ins Spiel kam. Smith schied nach 48 Runs aus und Head fand mit Alex Carey einen weiteren Partner. Nachdem Head nach 20 Runs ausgeschieden war, folgte ihm Pat Cummins. Carey verlor sein Wicket nach 21 und Cummins nach 24 Runs, so dass das letzte Wicket nach 225 Run fiel. Beste Bowler für die West Indies waren Shamar Joseph mit 4 Wickets für 33 Runs, Justin Greaves mit 3 Wickets für 56 Runs und Jayden Seales mit 3 Wickets für 59 Runs. Für die West Indies bildete Eröffnungs-Batter Brandon King zusammen mit Roston Chase eine Partnerschaft die den tag beim Stand von 16/1 beendete. Am zweiten Spieltag schied King nach 14 Runs aus und wurde gefolgt durch John Campbell. Chase verlor sein Wicket nach 18 Runs und auch Campbell schied nach 36 Runs aus. Eine weitere Partnerschaft entstand zwischen Shai Hope und Justin Greaves. Hope gelangen 23 Runs und Greaves 18 und als das letzte Wicket des Innings fiel, hatten die West Indies einen Rückstand on 82 Runs. Bester australischer Bowler war Scott Boland mit 3 Wickets für 34 Runs. Für Australien formte Eröffnungs-Batter Usman Khawaja zusammen mit dem dritten Schlagmann Usman Khawaja eine Partnerschaft. Khawaja gelangen 14 Runs und der für ihn folgende Travis Head erreichte 16 und Beau Webster 13 Runs. Kurz darauf endete der Tag beim Stand von 99/6. Am dritten Spieltag verlor Green sein Wicket nach 42 Runs und bis zum Ende des Innings erzielte Mitchell Starc ungeschlagene 11* Runs. Beste Bowler der West Indies waren Alzarri Joseph mit 5 Wickets für 27 Runs und Shamar Joseph mit 4 Wickets für 34 Runs. Die West Indies verloren früh ihre Eröffnungs-Batter und lediglich Justin Greaves konnte mit 11 Runs eine zweistellige Run-Zahl erreichen, bevor das Innings im 15. Over mit einer Niederlage endete. Beste australische Bowler waren Mitchell Starc mit 6 Wickets für 9 Runs und Scott Boland mit 3 Wickets für 2 Runs, wobei ihm ein Hattrick gelang. Als Spieler des Spiels wurde Mitchell Starc ausgezeichnet.

## Twenty20 Internationals

### Erstes Twenty20 in Kingston
| 20. Juli Scorecard | Kingston | West Indies 189-8 (20)           | – | Australien 190-7 (18.5) |
|                    |          | Australien gewinnt mit 3 Wickets |   |                         |

Australien gewann den Münzwurf und entschied sich als Feldmannschaft zu beginnen. Als Spieler des Spiels wurde Mitchell Owen ausgezeichnet.

### Zweites Twenty20 in Kingston
| 22. Juli Scorecard | Kingston | West Indies 172-8 (20)           | – | Australien 173-2 (15.2) |
|                    |          | Australien gewinnt mit 8 Wickets |   |                         |

Australien gewann den Münzwurf und entschied sich als Feldmannschaft zu beginnen. Als Spieler des Spiels wurde Josh Iglis ausgezeichnet.

### Drittes Twenty20 in Basseterre
| 25. Juli Scorecard | Basseterre | West Indies 214-4 (20)           | – | Australien 215-4 (16.1) |
|                    |            | Australien gewinnt mit 6 Wickets |   |                         |

Australien gewann den Münzwurf und entschied sich als Feldmannschaft zu beginnen. Als Spieler des Spiels wurde Tim David ausgezeichnet.

### Viertes Twenty20 in Basseterre
| 26. Juli Scorecard | Basseterre | West Indies 205-9 (20)           | – | Australien 206-7 (19.2) |
|                    |            | Australien gewinnt mit 3 Wickets |   |                         |

Australien gewann den Münzwurf und entschied sich als Feldmannschaft zu beginnen. Als Spieler des Spiels wurde Glenn Maxwell ausgezeichnet.

### Fünftes Twenty20 in Basseterre
| 28. Juli Scorecard | Basseterre | West Indies 170 (19.4)           | – | Australien 173-7 (17) |
|                    |            | Australien gewinnt mit 3 Wickets |   |                       |

Australien gewann den Münzwurf und entschied sich als Feldmannschaft zu beginnen. Als Spieler des Spiels wurde Ben Dwarshuis ausgezeichnet.

## Auszeichnungen

### Player of the Series
Als Player of the Series wurden der folgende Spieler ausgezeichnet.
| Serie | Player of the Series |
| ----- | -------------------- |
| Test  | Mitchell Starc       |
| T20   | Cameron Green        |

### Player of the Match
Als Player of the Match wurden die folgenden Spielerinnen ausgezeichnet.
| Spiel   | Player of the Match |
| ------- | ------------------- |
| 1. Test | Travis Head         |
| 2. Test | Alex Carey          |
| 3. Test | Mitchell Starc      |
| 1. T20  | Mitchell Owen       |
| 2. T20  | Josh Iglis          |
| 3. T20  | Tim David           |
| 4. T20  | Glenn Maxwell       |
| 5. T20  | Ben Dwarshuis       |